# Nørre Fælled Skole
Nørre Fælled Skole er en folkeskole på Ydre Østerbro i København.
Skolen blev opført i 1932 som Klostervængets Skole efter tegninger af Poul Holsøe og havde plads til knap 1.200 elever. Gennem mange år var skolen præget af en meget høj andel af tosprogede elever - helt op til 97,4 procent - ligesom karaktergennemsnittet var et af landets laveste. I 2013 ændredes navnet, ligesom skolen ændrede sin grundlæggende tilgang og fokuserede på åbenhed og inddragelse kombineret med høje faglige ambitioner. Efter et år var elevtallet fordoblet, ligesom størstedelen af de skolesøgende børn i skoledistriktet valgte skolen til.
Skolen er en såkaldt profilskole og har fokus på bevægelse og sundhed.